# Не ищи смысла
«Не ищи смысла» (англ. Stop Making Sense) — концертный фильм американской группы Talking Heads 1984 года. Съёмки ленты проходили в течение трёх вечеров в голливудском театре Pantages в декабре 1983 года, в период гастролей в поддержку альбома Speaking in Tongues. Режиссёром проекта выступил Джонатан Демми. Концерт представляет собой ретроспективу творчества группы и включает многие известные песни, начиная от первого хита «Psycho Killer» и заканчивая материалом из последней пластинки. Также группа исполняет одну песню Tom Tom Club, сайд-проекта Криса Франца и Тины Уэймут. Это первый фильм-концерт полностью созданный с использованием цифровых аудиотехнологий. Группа профинансировала его самостоятельно (1,2 миллиона долларов).
Помимо основных участников группы — Дэвида Бирна (вокал, гитара), Криса Франца (ударные), Джерри Харрисона (гитара, клавишные) и Тины Уэймут (бас) — для участия в шоу был привлечён обширный состав дополнительных музыкантов: бэк-вокалистки Линн Мэбри и Эдна Холт, гитаристка Алекс Вейр, клавишник Берни Уоррелл и перкуссионист Стив Скейлс.
Многие профильные критики считают «Не ищи смысла» одним из величайших концертных фильмов всех времён. Так, Леонард Малтин назвал его «одним из величайших когда-либо созданных рок-фильмов», Роберт Кристгау — «лучшим концертным фильмом» в истории, а Полин Кейл — «близким к совершенству». Концерт считается культовой классикой.
В 2021 году фильм был выбран для сохранения в Национальном реестре фильмов США Библиотекой Конгресса как «культурно, исторически или эстетически значимый».

## История
Концерт начинается выходом на пустую сцену Дэвида Бирна с портативным кассетным магнитофоном и акустической гитарой в руках. Он объявляет песню «Psycho Killer», говоря, что хочет поставить аудиокассету, на самом деле, вместо этого начинает звучать драм-машина Roland TR-808 с микшерного пульта. Бирн пошатывается от звуков бита, похожего на выстрелы, «как Жан-Поль Бельмондо в последние минуты фильма „На последнем дыхании“, чей герой растеряно принимает смерть, к которой, как он думал, был готов».
С каждой следующей песней к Бирну присоединяется всё больше участников группы: сначала Тина Уэймут («Heaven»; с дополнительной вокалисткой Линн Мабри, поющей из-за кулис), затем — Крис Франц («Thank You for Sending Me an Angel»), последним на сцену выходит Джерри Харрисон («Found a Job»). Далее на сцене появляются дополнительные музыканты (вместе со своими инструментами): Линн Мэбри и Эдна Холт (бэк-вокал), Берни Уоррелл (клавишные), Стив Скейлз (перкуссия) и Алекс Вейр (гитара). Первой песней, в которой участвует все музыканты, является «Burning Down the House», хотя в оригинальном фильме 1985 года (в котором были представлены три дополнительные песни из двух отредактированных концертов) перед этой песней звучит «Cities» (которую исполняют все, за исключением Уоррелла). В определённый момент Бирн уходит со сцены, чтобы уступить место сайд-проекту Уэймут и Франца, Tom Tom Club, который играет песню из собственного репертуара — «Genius of Love». Также, на концерте звучат две песни из сольного альбома Бирна The Catherine Wheel, «What a Day That Was» и (в качестве бонусной песни к релизу на VHS) «Big Business».
Во время исполнения песни «Girlfriend Is Better» Бирн выступает в своём знаменитом «безразмерном [деловом] костюме», пошитом с абсурдными пропорциями. Костюм был отчасти вдохновлён стилем театра Но и стал визитной карточкой не только фильма (в частности, использовался для его постера), но и самого музыканта. Бирн вспоминал: «Я посещал Японию между гастролями и смотрел традиционные японские театры — Кабуки, Но, Бунраку — размышляя, что бы мне надеть в предстоящем туре. Мой знакомый модельер (Юрген Лехл) сказал в своей типичной шутливой манере: „Ну, Дэвид, сцена всегда требует размаха“. Он имел в виду жесты и все такое, но я применил эту идею к деловому костюму». Идею реализовала дизайнер Гейл Блэкер, впоследствии отмечая, что процесс создания костюма был больше похож на работу над архитектурным проектом, а сам костюм по форме напоминал ей арматуру для скульптуры. «Костюм едва касается тела, он просто висит», — вспоминала она. Кинокритик Полин Кейл отмечала: «Когда он появляется в похожем на коробку „большом костюме“ — его тело теряется в этой бесформенности, он обрамляет [Бирна], сродни костюмам в постановках театра Но, или как большой фетровый костюм Бойса, который висит на стене, — это идеальный психологический образ». Впоследствии Бирн так комментировал выбор костюма: «Я хотел, чтобы моя голова казалась меньше, и самый простой способ сделать это — увеличить объём тела. Наша музыка танцевальная, и зачастую тело воспринимает её раньше головы».

## Список композиций

### DVD и Blu-ray
Слова и музыка всех песен — Дэвидом Бирном, Крис Францем, Джерри Харрисоном и Тиной Уэймут, за исключением отмеченных.
| №   | Название                                | Автор(ы)                                                             | Длительность |
| --- | --------------------------------------- | -------------------------------------------------------------------- | ------------ |
| 1.  | «Psycho Killer»                         | Бирн, Франц, Уэймут                                                  |              |
| 2.  | «Heaven»                                | Бирн, Харрисон                                                       |              |
| 3.  | «Thank You for Sending Me an Angel»     | Бирн                                                                 |              |
| 4.  | «Found a Job»                           | Бирн                                                                 |              |
| 5.  | «Slippery People»                       |                                                                      |              |
| 6.  | «Burning Down the House»                |                                                                      |              |
| 7.  | «Life During Wartime»                   |                                                                      |              |
| 8.  | «Making Flippy Floppy»                  |                                                                      |              |
| 9.  | «Swamp»                                 |                                                                      |              |
| 10. | «What a Day That Was»                   | Бирн                                                                 |              |
| 11. | «This Must Be the Place (Naive Melody)» |                                                                      |              |
| 12. | «Once in a Lifetime»                    | Бирн, Брайан Ино, Франц, Харрисон, Уэймут                            |              |
| 13. | «Genius of Love»                        | Уэймут, Франц, Эдриан Белью, Стивен Стэнли (в качестве Tom Tom Club) |              |
| 14. | «Girlfriend Is Better»                  |                                                                      |              |
| 15. | «Take Me to the River»                  | Эл Грин, Мабон «Тини» Ходжес                                         |              |
| 16. | «Crosseyed and Painless»                | Бирн, Ино, Франц, Харрисон, Уэймут                                   |              |

### VHS и Laserdisc
Слова и музыка всех песен — написаны Дэвидом Бирном, Крис Францем, Джерри Харрисоном и Тиной Уэймут, за исключением отмеченных.
| №   | Название                                | Автор(ы)                                                             | Примечания | Длительность |
| --- | --------------------------------------- | -------------------------------------------------------------------- | ---------- | ------------ |
| 1.  | «Psycho Killer»                         | Бирн, Франц, Уэймут                                                  |            |              |
| 2.  | «Heaven»                                | Бирн, Харрисон                                                       |            |              |
| 3.  | «Thank You for Sending Me an Angel»     | Бирн                                                                 |            |              |
| 4.  | «Found a Job»                           | Бирн                                                                 |            |              |
| 5.  | «Slippery People»                       |                                                                      |            |              |
| 6.  | «Cities»                                | Бирн                                                                 | •          |              |
| 7.  | «Burning Down the House»                |                                                                      |            |              |
| 8.  | «Life During Wartime»                   |                                                                      |            |              |
| 9.  | «Making Flippy Floppy»                  |                                                                      |            |              |
| 10. | «Swamp»                                 |                                                                      |            |              |
| 11. | «What a Day That Was»                   | Бирн                                                                 |            |              |
| 12. | «This Must Be the Place (Naive Melody)» |                                                                      |            |              |
| 13. | «Once in a Lifetime»                    | Бирн, Ино, Франц, Харрисон, Уэймут                                   |            |              |
| 14. | «Big Business»                          | Бирн, Джон Чернофф                                                   | •          |              |
| 15. | «I Zimbra»                              | Бирн, Ино, Хуго Балль                                                | •          |              |
| 16. | «Genius of Love»                        | Уэймут, Франц, Эдриан Белью, Стивен Стэнли (в качестве Tom Tom Club) |            |              |
| 17. | «Girlfriend Is Better»                  |                                                                      |            |              |
| 18. | «Take Me to the River»                  | Эл Грин, Мабон «Тини» Ходжес                                         |            |              |
| 19. | «Crosseyed and Painless»                | Бирн, Ино, Франц, Харрисон, Уэймут                                   |            |              |

- Значком • отмечены песни доступные в качестве дополнительного контента в изданиях на DVD / Blu-ray, но не являющиеся частью основного фильма.

## Участники записи
Музыканты приведены в порядке появления на сцене:
- Дэвид Бирн — ведущий вокал, гитара
- Тина Уэймут — бас, клавишный бас[англ.], гитара, вокал на «Genius of Love»
- Крис Франц — ударные, вокал на «Genius of Love»
- Джерри Харрисон — гитара, клавишные, бэк-вокал
- Стив Скейлс — перкуссия, бэк-вокал
- Линн Мэбри[англ.] — бэк-вокал
- Эдна Холт — бэк-вокал
- Алекс Вейр[англ.] — гитара, бэк-вокал
- Берни Уоррелл[англ.] — клавишные

## Съёмки
Съёмки фильма проходили в Pantages Theatre (Лос-Анджелес) с 13 по 16 декабря 1983 года. Впервые, для проектов подобного рода, звук записывался на 24-дорожечный цифровой магнитофон, в результате чего получился особенно чётким. По словам Демми, один из съёмочных дней был почти целиком посвящён общим планам, чтобы свести к минимуму появление операторов на сцене. Режиссёр рассматривал возможность дополнительных съёмок на звуковой сцене, в воссозданных декорациях Pantages, однако группа отказалась от этой идеи, так как сочла, что отсутствие реакции публики отрицательно сказалось на энергии их выступления. Перед съёмками Дэвид Бирн умолял группу надеть одежду нейтральных цветов, чтобы она не смотрелась слишком чужеродно при сценическом освещении. Однако на барабанщике Крисе Франце всё же можно заметить рубашку-поло ярко-бирюзового цвета.
Первоначально Демми думал включить больше кадров реакции зрительного зала, как это принято в подобных фильмах. Однако режиссёр обнаружил, что для съёмки зрителей требуется дополнительное освещение, которое подавляет их энергию. В свою очередь, из-за этого музыканты начинали чувствовать себя неуверенно и влекло за собой «худшее выступление Talking Heads в карьере коллектива». Таким образом, крупный план аудитории демонстрируется лишь в самом конце фильма, во время песни «Crosseyed and Painless».

## Выпуск
Премьера фильма состоялась на Международном кинофестивале в Сан-Франциско 24 апреля 1984 года. Лента была выпущена в коммерческий прокат (в США) 19 октября 1984 года.
Версия фильма на VHS была выпущена с песнями «Cities» и «Big Business»/«I Zimbra», вырезанными из прокатной версии (для уменьшения хронометража), из-за этого она получила негласное название «special edition». В переиздании 1999 года и последующих выпусках фильма на DVD эти песни фигурировали отдельно, в качестве бонусного контента.
Фильм был выпущен на Blu-ray, DVD и VHS (как в полноэкранной, так и в широкоэкранной версиях), а также на лазерном диске — эксклюзивно на территории Японии.

### Переиздание 2023 года
В марте 2023 года A24 получила права на распространение фильма по всему миру, что сделало его вторым приобретением после «Пи» (1998), переизданного за несколько дней до анонса. Студия собирается представить премьеру новой отреставрированной версии картины 11 сентября 2023 года в формате 4K на IMAX на Международном кинофестивале в Торонто, после чего последует сессия вопросов и ответов, которую проведет Спайк Ли с участием Бирна, Уэймут, Франца и Харрисона, на которой запланировано первое воссоединение группы с 2002 года (когда музыканты были введены Зал славы рок-н-ролла).
Сначала фильм продемонстрируют на эксклюзивной выставке IMAX 22 сентября 2023 года, а 29 сентября его выпустят в широкий международный прокат. Помимо этого 18 августа 2023 года на лейбле Rhino Entertainment состоялся релиз ремастированной версии саундтрека с полной версией концерта, которая была впервые издана на виниле и в цифровом формате.

## Отзывы
| Оценки критиков | Оценки критиков |
| Источник        | Оценка          |
| --------------- | --------------- |
| AllMovie        | [ 24 ]          |
| Rip It Up       | без оценки      |

Согласно порталу Rotten Tomatoes «Не ищи смысла» имеет 100 % рейтинг одобрения на основе 41 обзора со средней оценкой 9/10. Консенсус веб-сайта гласит: «Фильм Джонатана Демми „Не ищи смысла“ демонстрирует энергичное, непредсказуемое концертное выступление находящегося на пике коллектива, с цветовой и визуальной находчивостью». В 1984 году он получил премию Национального общества кинокритиков как лучший научно-популярный фильм.
«Не ищи смысла» известен как один из лучших концертных фильмов всех времён. Леонард Малтин поставил фильму четыре балла из четырёх, описав его как «блестяще задуманный, снятый, смонтированный и сыгранный», назвав «одним из величайших рок-фильмов, когда-либо снятых». Роджер Эберт оценил фильм в три с половиной звезды, подчеркнув, «самые ошеломляющее впечатление, которое дарит лента на всем своём протяжении — это огромная энергия жизни, прожитой на радостном пике… Это концертное шоу с элементами Метрополиса… Однако, лучшие моменты фильма происходят просто благодаря физическому присутствию Бирна. Он бегает трусцой на месте вместе со своей труппой; носится по сцене; кажется, он так счастлив быть живым и создавать музыку… Он служит напоминанием о том, какими кислыми, усталыми и измотанными стали многие рок-группы». Дэнни Пири назвал «Не ищи смысла» «захватывающим», добавив: «То, что происходит на сцене, превратит даже самых скептически настроенных людей в адептов Talking Heads… Выступления группы будоражат, тексты песен Бирна интригуют. Бирн ритмично двигает головой, как будто только что прошёл шоковую терапию, он завораживает — настоящий талант!… Бирн известен своей позицией в то, что музыка должна исполняться в интересной, визуальной манере, и он может гордиться проделанной работой». Роберт Кристгау отметил «практически элегантную доходчивость» режиссуры Демми, подчеркнув, что «Не ищи смысла» раздвинул «границы того, насколько великим может быть концертный рок-фильм… настолько далеко, насколько они смогли зайти». Кристгау назвал его «лучшим концертным фильмом» всех времён, в то время как Полин Кейл из The New Yorker охарактеризовала его как «близкий к совершенству».

## Наследие
Отрывок из киноверсии песни «Once in a Lifetime» фигурирует во вступительных титрах фильма «Без гроша в Беверли-Хиллз» (1986).
«Не ищи смысла» был спародирован в сериале «Документалистика сегодня!». Согласно сюжету эпизода «Последняя передача», группа Теста Паттерна под названием «Новая волна» играет свой последний концерт. Он включает отсылки как на сам фильм, так и на и музыкальный стиль Talking Heads, так солист группы (которого играет Фред Армисен) пародирует Бирна. Представитель веб-сайта Gizmodo продемонстрировал этот эпизод Францу и Уэймут, оба музыканта выразили удивление и были шокированы высоким уровнем детализации пародии.
Впоследствии безразмерный костюм Бирна неоднократно пародировался в медиа. Среди прочих такой же носил Рич Холл, в одном из эпизодов Saturday Night Live. Сам Бирн с юмором относился к знаменитой детали одежды, так во время участия в шоу The Late Show Стивена Колберта, где он снялся в сатирической рекламе «Магазин гигантских костюмов Дэвида Бирна», посвящённой якобы его новому магазину одежды, при этом настаивая, что он не продаёт гигантские костюмы, подобные тому, который он носил в «Не ищи смысла». Бирн участвовал в детской музыкальной комедии «Джон Мулани и банда мешков с обедом», где спел песню вместе с актрисой-ребёнком Лекси Перкель. В одной из сцен Бирн и Перкель одеты в одинаковые розовые костюмы, однако костюм Перкель на несколько размеров больше, чем следовало бы, что отсылает к фильму «Не ищи смысла».
Образ Дэвида Бирна стал предтечей тенденции на свободный крой. Спустя двадцать лет похожий оверсайзовый силуэт появился в коллекциях грузинского модельера Демны Гвасалии для Vetements и Balenciaga.
В 2021 году «Не ищи смысла» был выбран Библиотекой Конгресса для сохранения в Национальном реестре фильмов США как «культурно, исторически или эстетически значимый».